# Чверть (одиниця довжини)
Чверть — староруська міра довжини в XVI—XVII ст. Відстань між розсунутими великим і вказівним пальцями. Спочатку дорівнювала 1/4 сажня, потім — 1/4 аршина чи 1 п'яді (17,78 см). З введенням в СРСР в 1918 році метричної системи зникла з ужитку.
Згідно зі старопольською системою довжин становила 1/4 ліктя або (14,887 см).